# Paraphlepsius occidentalis
Paraphlepsius occidentalis är en insektsart som beskrevs av Baker 1898. Paraphlepsius occidentalis ingår i släktet Paraphlepsius och familjen dvärgstritar. Inga underarter finns listade i Catalogue of Life.